# Tincon

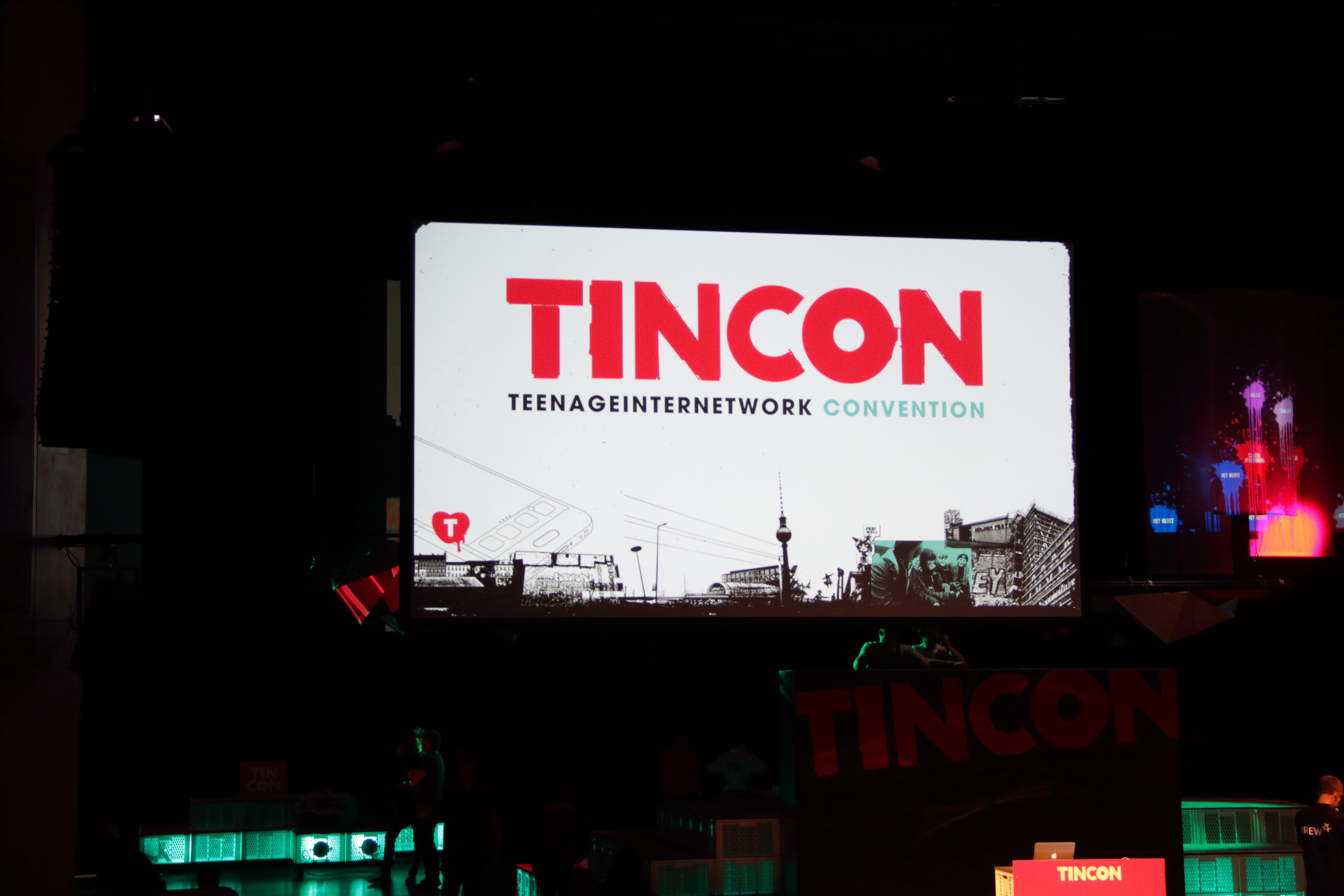
Die TINCON 2016 Berlin

Die Tincon (kurz für Teenage Internetwork Conference, zuvor: Teenage Internetwork Convention; deutsch etwa: Netzwerk-übergreifende Konferenz Jugendlicher. Eigenschreibweise: TINCON) ist eine Konferenz für Jugendliche und junge Erwachsene, die sich rund um das Leitthema „digitale Jugendkultur“ dreht. In Vorträgen, Diskussionen und Workshops beschäftigen sich die 13- bis 25-jährigen Besucher mit Themen wie Digitalisierung, Gesellschaft, Politik, Umweltschutz und Lifestyle.

## Geschichte und Inhalt

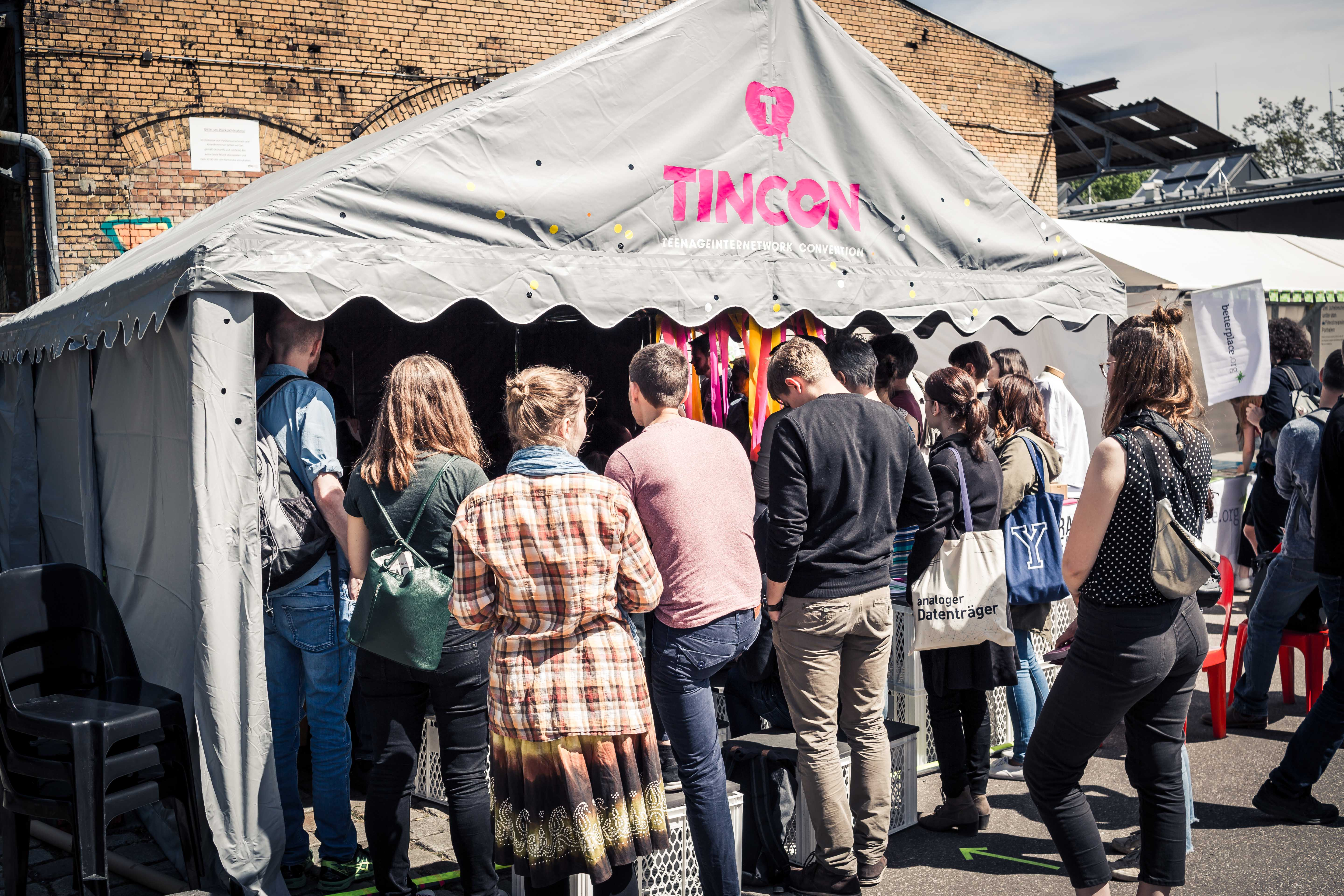
Werbestand der TINCON auf der re:publica 2018

Die Tincon ist eine Konferenz für Jugendliche und junge Erwachsene mit verschiedenen Sessions wie Vorträgen, Diskussionsrunden, Workshops, Mitmach-Aktivitäten und seit der COVID-19-Pandemie auch Onlineveranstaltungen. Die Konferenz wurde 2015 von Tanja Haeusler und Johnny Haeusler, zwei Mitgründern der re:publica, gegründet. Die ursprüngliche Idee war, eine „re:publica für Jugendliche“ zu entwickeln und „der jungen Generation eine Bühne [zu] geben, ihre Interessen sichtbar [zu] machen und so für öffentliche Aufmerksamkeit [zu] sorgen“.
Themen der Sessions sind beispielsweise Digitalisierung, Soziale Netzwerke, YouTube, Gaming, Kultur, Politik, Journalismus, Mental Health, LGBTQIA und Umweltschutz. Zu den Rednern zählen unter anderem Autoren, Aktivisten, Künstler, Politiker, Journalisten, Start-Up-Gründer, Webvideokünstler und Wissenschaftler. Zahlreiche Sessions werden aufgezeichnet und später auf der Website der Tincon und auf YouTube kostenlos bereitgestellt.
Die Konferenz fand zum ersten Mal vom 27. bis zum 29. Mai 2016 im Haus der Berliner Festspiele in Berlin statt und zählte rund 1000 Besucher. Seit 2017 wird die Tincon zweimal jährlich – je einmal in Hamburg und Berlin – veranstaltet; 2019 auch in Düsseldorf. Zusätzlich dazu gastiert sie unregelmäßig auf anderen Konferenzen und Veranstaltungen wie beispielsweise der Leipziger Buchmesse. 2019 fand die Tincon in Berlin erstmals nicht als eigenständige Veranstaltung, sondern im Rahmen der re:publica statt. 2020 musste die Konferenz wegen der COVID-19-Pandemie zum ersten Mal als ausschließlicher Online-Livestream umgesetzt werden.
An der Planung der Tincon sind immer auch verschiedene mit Jugendlichen besetzte Gremien beteiligt, deren Mitglieder über die Aufmachung und die Inhalte der Veranstaltungen mitentscheiden. Dazu gehören beispielsweise der Jugendbeirat, das U21-Team und die Experteens. So wollen die Organisatoren sicherstellen, dass sie mit der Themensetzung ihre Zielgruppe nicht aus den Augen verlieren. Zusätzlich wird jedes Jahr ein zweitägiger Programmworkshop abgehalten, bei dem sich interessierte Jugendliche zwischen 13 und 25 Jahren an der Programmplanung beteiligen können.
Besonders an der Konferenz ist, dass sie in der Regel nur Besuchern zwischen 13 und 25 Jahren offen steht. Ältere Personen sind von den Veranstaltungen entweder ganz ausgeschlossen oder müssen – anders als die Jungen – für den Eintritt bezahlen. Dadurch möchte man einen geschützten Raum einrichten, in dem sich junge Menschen über ihre Themen austauschen können.
Die hinter der Tincon stehende Organisation wurde 2015 als gemeinnütziger TINCON e. V. gegründet. Seit 2021 gibt es an seiner Stelle die TINCON gGmbH mit drei Gesellschaftern in gleichen Anteilen. Gesellschafter der Organisation sind Sheherazade Busch, Johnny Haeusler, und Tanja Haeusler, finanziert wird sie durch öffentliche und private Fördergelder, Kooperationen und Spenden. Zu den Hauptförderern gehören das Bundesministerium für Bildung, Familie, Senioren, Frauen und Jugend im Rahmen des Programms Gutes Aufwachsen mit Medien, die Deutsche Stiftung für Engagement und Ehrenamt (DSEE), die ZEIT-Stiftung und das Medienboard Berlin-Brandenburg. Zu den Kooperationspartnern gehören die Senatsverwaltung für Wirtschaft, Energie und Betriebe, die re:publica, der Deutsche Multimediapreis mb21 und funk.

## Liste der Veranstaltungen

### 2016

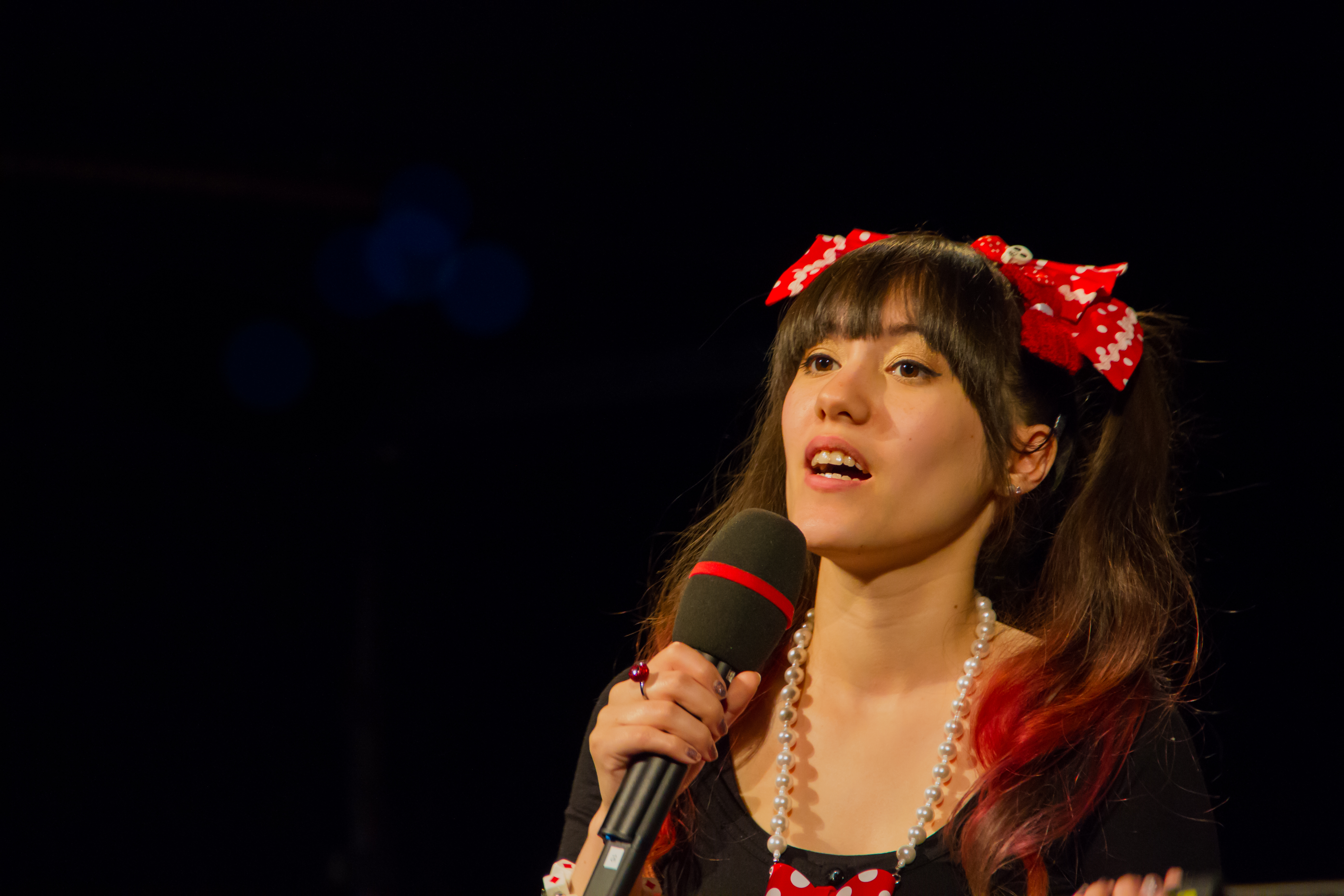
YouTuberin Melissa Lee auf der TINCON Berlin 2016

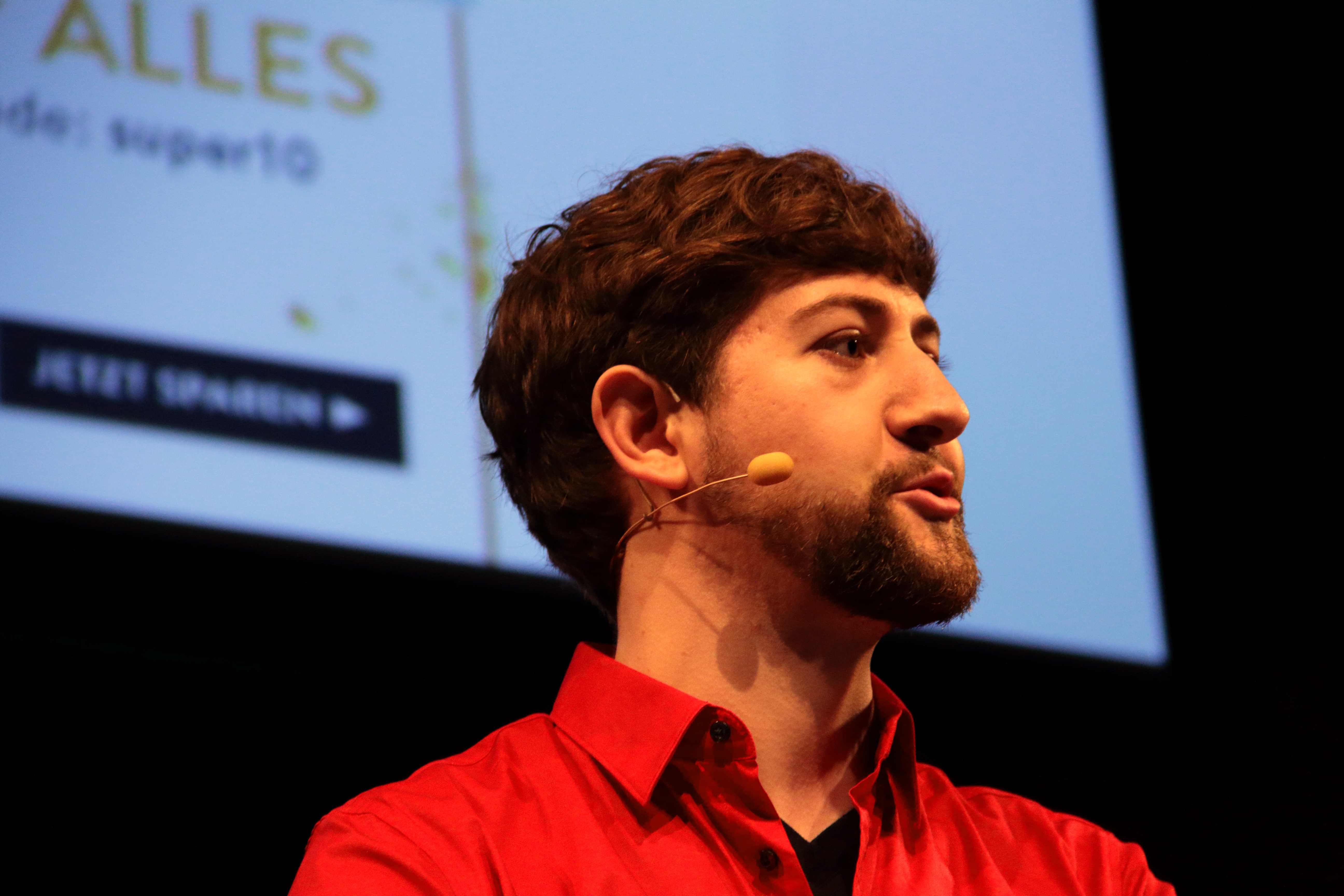
YouTuber Robin Blase auf der TINCON Berlin 2016

#### Tincon Berlin 2016
Die Premiere der Tincon fand vom 27. bis zum 29. Mai 2016 im Haus der Berliner Festspiele in Berlin statt. Auf der Tincon Berlin 2016 sprachen unter anderem der YouTuber Fynn Kliemann und der Ex-YouTuber Oğuz Yılmaz. Die damalige Bundesjugendministerin Manuela Schwesig hielt eine Eröffnungsansprache.

### 2017

#### Tincon Hamburg 2017
Die Tincon Hamburg 2017 war die erste Tincon in Hamburg und fand am 19. Mai 2017 auf Kampnagel statt. Redner waren unter anderem der YouTuber Manniac, der Schüler Ole Piper und die Journalistin Suzie Grime sowie Vertreter von Jugend Rettet und Chaos macht Schule.

#### Tincon Berlin 2017
Die Tincon Berlin 2017 fand vom 23. bis zu 25. Mai 2017 im Kraftwerk in Berlin statt. Zu den Rednern zählten die YouTuber Kathrin Fricke (coldmirror) und Robin Blase (RobBubble), der Unternehmer Constantin Kaindl sowie Eileen Huhn und Pierre Horn vom Künstlerduo Schall & Schnabel.

### 2018

#### Tincon Berlin 2018
Die Tincon Berlin 2018 fand vom 8. bis zum 10. Juni 2018 im Columbia Theater in Berlin statt. Es sprachen unter anderem der Wissenschaftsjournalist Ranga Yogeshwar, die YouTuberin Melissa Lee, Sebastian Maschuw und Max Röbel vom Podcast Creamspeak und der IT-Sicherheitsexperte Philipp Kalweit.

#### Tincon Hamburg 2018
Die Tincon Hamburg 2018 fand am 19. September 2018 erneut auf Kampnagel in Hamburg statt. Redner waren unter anderem der Journalist Rayk Anders, die YouTuberin Lisa Sophie Laurent, die „VR Schamanin“ Sara Lisa Vogl sowie Vertreter der SchülerInnenkammer Hamburg.

### 2019

#### Tincon Düsseldorf 2019

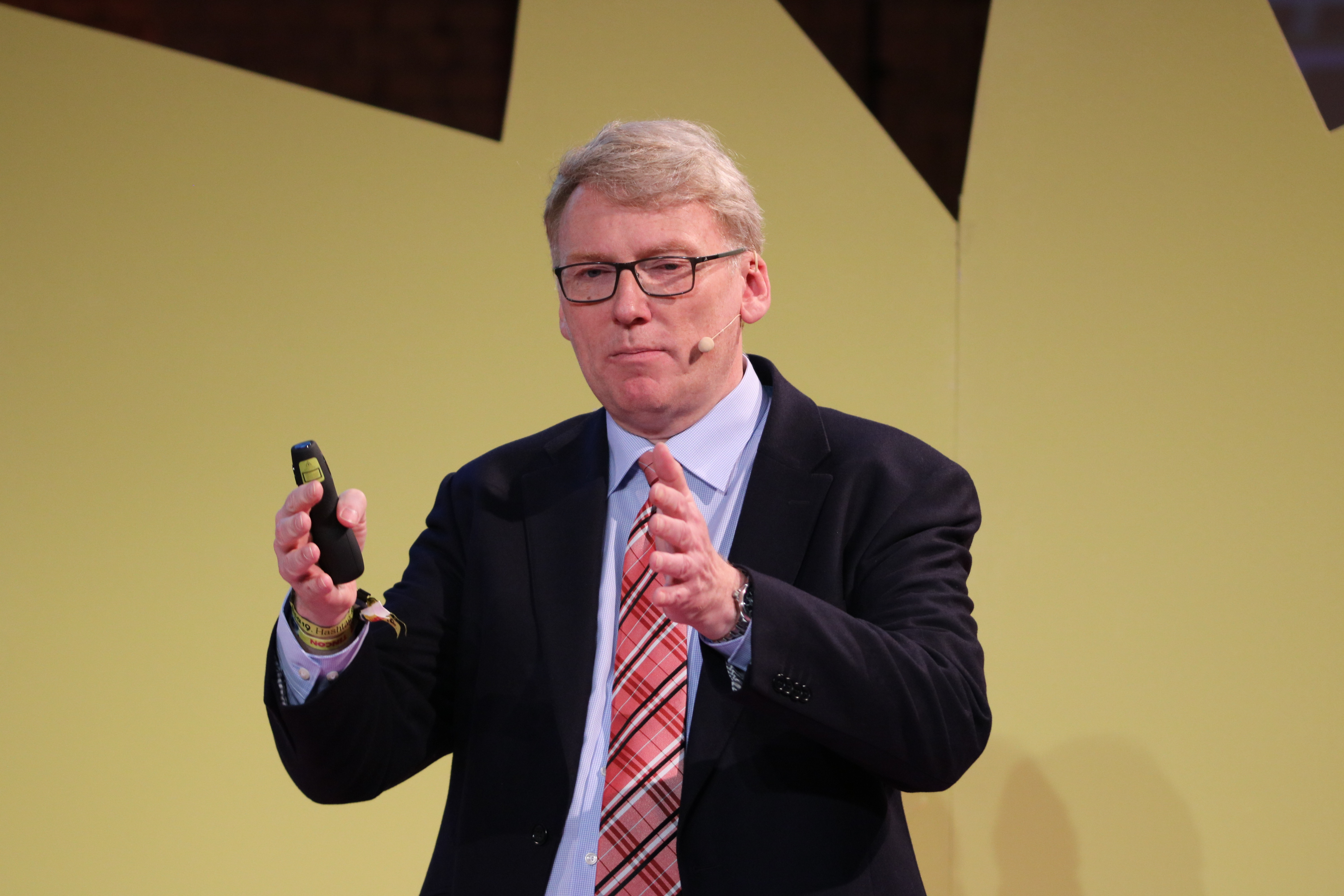
Scientists for Future-Mitbegründer Gregor Hagedorn auf der TINCON Berlin @ re:publica 2019

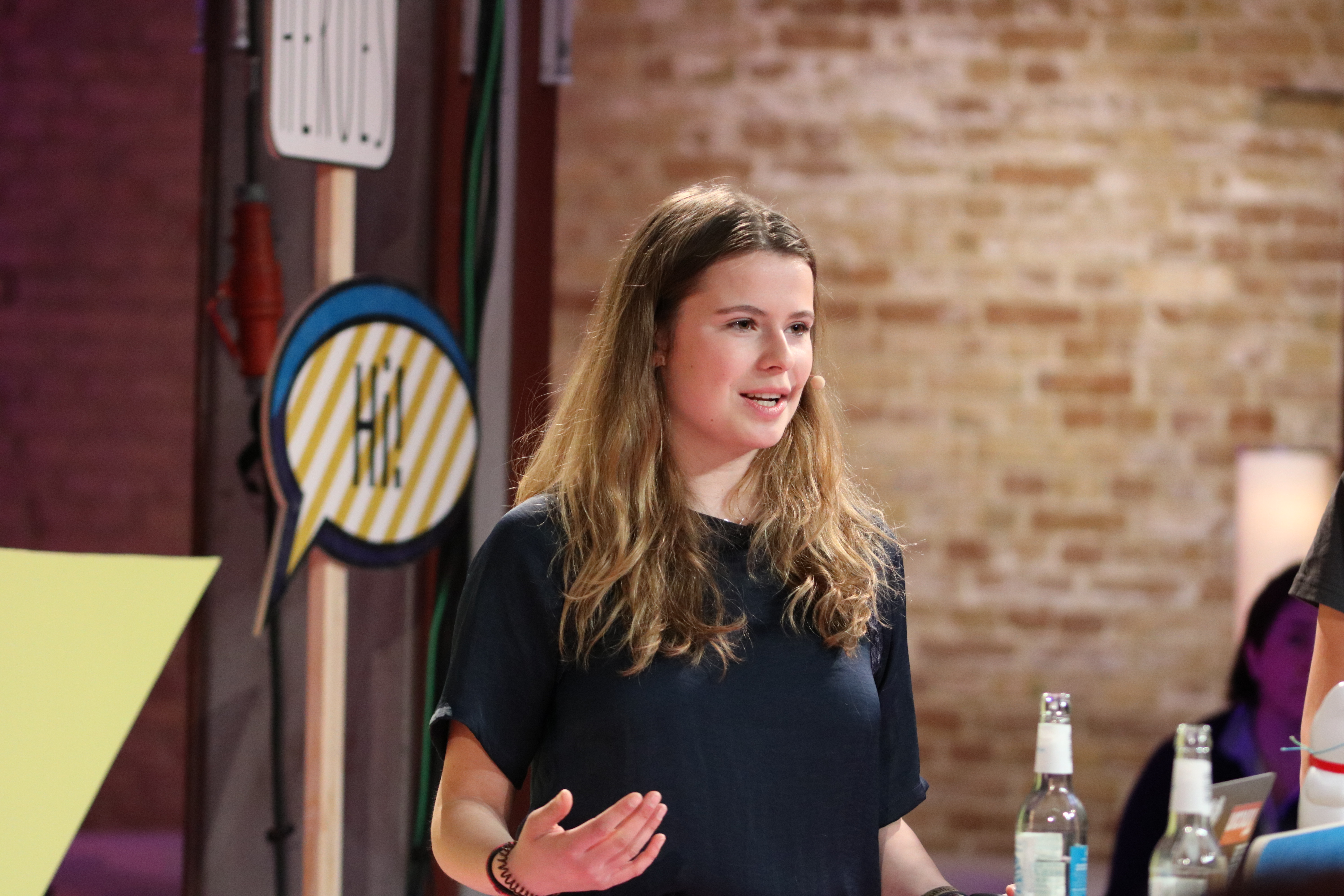
Klimaaktivistin Luisa Neubauer auf der TINCON Berlin @ re:publica 2019

Am 8. März fand die Tincon Düsseldorf 2019 im JuTA Düsseldorf statt. Unter den Rednern waren Wissenschaftsjournalistin Mai Thi Nguyen-Kim, YouTuber Joseph Bolz (DeChangeman) und Schauspielerin Alli Neumann.

#### Tincon Berlin @ re:publica 2019
Mit der Tincon Berlin @ re:publica 2019 vom 6. bis zum 8. Mai 2019 fand erstmals eine Tincon als nicht-eigenständige Veranstaltung statt. Stattdessen war sie Teil der re:publica 2019 im Kühlhaus in Berlin. Zu den Rednern zählten die damalige Bundesjugendministerin Franziska Giffey, die Autorin Sophie Passmann, der Komiker und spätere Europa-Parlamentarier Nico Semsrott und dessen Bruder Arne Semsrott, ein Netzaktivist und freier Journalist.

#### Tincon @ Kosmos Chemnitz
Die Tincon @ Kosmos Chemnitz fand am 4. Juli 2019 in der Chemnitzer Innenstadt statt und war Bestandteil des Kosmos Chemnitz, einer Diskussionsveranstaltung als Auftakt zum Kosmonaut Festival 2019. Im Rahmen der Tincon wurden drei Vorträge gehalten zu den Themen „Die Generation Why und ihre (verpassten) Chancen“ mit den Gründerinnen von TIERINDIR, „FragDenStaat: Mehr Demokratie durch Informationsfreiheit“ mit dem Aktivisten Sebastian Schröder und dem Softwareentwickler Johannes Filter sowie „Liegen im Bundestag und andere Protestaktionen“ mit dem Fridays-for-Future-Aktivisten Kolja Fabin Richter.

#### Tincon Hamburg 2019
Mit der Tincon Hamburg 2019 fand am 20. September 2019 bereits zum dritten Mal eine Tincon auf Kampnagel in Hamburg statt. Unter den Rednern waren YouTuber Batz, die Band Fettes Brot, Hackerin Tabea Glindemann und Grünen-Politikerin Ricarda Lang.

#### Tincon @ Reeperbahn Festival
Die Tincon @ Reeperbahn Festival fand am 21. September 2019 in Kooperation mit Tonali auf dem Training Day des Reeperbahn Festivals in Hamburg statt.

#### Tincon @ Zündfunk Netzkongress
Die Tincon @ Zündfunk Netzkongress fand am 8. und 9. November 2019 im Rahmen des Zündfunk Netzkongresses im Münchener Volkstheater statt. In insgesamt drei Vorträgen ging es um „How to Deal with Uploadfilter“ (mit dem Comedy-Kollektiv Luksan Wunder), „How Digital Education embraces Integration“ (mit Sophie Jonke und Florentine Schief von ReDI School) und „It's all about Community! Wie das YouTube-Format ‚Die Frage‘ mit User*innen zusammen arbeitet“ (mit dem Journalisten Frank Seibert).

### 2020

#### Tincon @ Leipziger Buchmesse 2020
Die Tincon @ Leipziger Buchmesse 2020 war für den 12. bis 15. März 2020 auf der Leipziger Buchmesse geplant, musste wegen der COVID-19-Pandemie jedoch abgesagt werden. Stattdessem fanden im Rahmen eines Instagram-Livestreams am 13. März 2020 Interviews mit vier der ursprünglich vorgesehenen Redner statt, nämlich mit Fridays-For-Future-Aktivistin Lisa Marleen Allisat, Bloggerin Jennifer Wrona, Autor und Moderator Ilyass Alaoui und Aktivist Sebastian Schröder.

#### TINCONLINE – Die Tincon im Netz
TINCONLINE – Die Tincon im Netz war ein Livestream, der am Nachmittag des 24. April 2020 stattfand. Zu den Rednern zählten YouTuber Rezo, Journalist Dennis Leiffels, Staatsanwalt Christoph Hebbecker und Moderatorin Franziska Niesar.

#### TINCON@MCBRemote Powered by Radio Fritz
Im Rahmen der Media Convention Berlin, die 2020 als MCBRemote digital abgehalten wurde, wurden unter dem Titel TINCON@MCBRemote Powered by Radio Fritz am 7. Mai 2020 drei Talks per Livestream ausgestrahlt. Themen waren „Slang und Sprache im Deutschrap“ mit Musikjournalistin Miriam Davoudvandi und Journalist Malcolm Ohanwe, „News(letter) is the shit: Politics for Gen Z“ mit Politikwissenschaftlerin Sham Jaff und Unternehmerin Olivia Seltzer sowie „Stop Teenwashing!“ mit Clara Mayer und Quang Paasch von Fridays for Future und Auf-Klo-Redakteurin Maria Popov.

#### TINCON_im_Netz
Die TINCON_im_Netz wurde am 26. Juni 2020 als Livestream ausgestrahlt. Zu den Redern zählten Musiker Henning May, Executive Vice President der Mozilla Foundation Angela Plohman und Politik-Influencerin Lilly Blaudszun. Als Ersatz für die geplanten Workshops, die sich nicht als Livestream realisieren ließen, fanden vom 7. bis zum 23. Juli 2020 zahlreiche Webinare unter dem Titel Tincon Sommer Campus statt.

#### Tincon @ re:publica Campus
Als Tincon @ re:publica Campus gastierte die Tincon am 16. September 2020 auf dem einmonatigen re:publica Campus in Berlin. Es sprachen der Journalist Mohamed Amjahid, die Macher der Serie Druck, Streamerin Janina Dreßler (OddNina), Journalistin Victoria Jeffries und Redakteurin Johanna Behre.

#### Tincon @ Reeperbahn Festival Training Day 2020
Auf dem Training Day des Reeperbahn Festivals 2020 in Hamburg war die Tincon am 19. September 2020 als TINCON @ Reeperbahn Festival Training Day 2020 zu Gast. Die Talks konnten auch live im Internet verfolgt werden. Unter den Rednern waren Journalist Aimen Abdulaziz-Said, Musikproduzentin Julia Jurewitsch und DJ Josi Miller.

#### Tincon @ Netzfest 2020
Die Tincon @ Netzfest 2020 fand vom 28. September bis zum 1. Oktober 2020 im Rahmen des Netzfest 2020 der re:publica auf dem re:publica Campus in Berlin statt. Redner waren unter anderem Black-Lives-Matter-Aktivistin Leonie Baumgarten Egemole, TikTokerin MarieAn und Inklusions-Aktivist Raúl Krauthausen.

#### Tincon @ c/o pop xoxo
Am 23. und 24. Oktober 2020 gastierte die Tincon auf der c/o pop xoxo, der COVID-19-bedingten Ersatzveranstaltung der c/o pop Convention. Bei der Tincon @ c/o pop xoxo sprachen Musikjournalist Fridl Achten, die Medienkulturwissenschaftlerinnen Ina Holev und Lisa Tracy Michalik, Lucia Luciano und Gizem Adiyaman von Hoe mies, Komponist Jakob Hüffell und Musikerin Gin Bali.

### 2021

#### Tincon @ c/o pop 2021
2021 gastierte die Tincon erneut bei c/o pop xoxo. Die Tincon @ c/o pop 2021 fand vom 22. bis zu 24. April 2021 statt. Die Zuschauer konnten sich in einem interaktiven Livestream mit der Bloggerin Sofia Hoffmeister und dem Studenten Robin Seiler austauschen.

#### Tincon 2021
Die Tincon 2021 fand am 21. und 22. Mai 2021 als reiner Livestream auf einer gemeinsamen Streaming-Plattform mit der re:publica statt. Redner waren unter anderem die Schleswig-Holsteinische Landtagsvizepräsidentin Aminata Touré, die angehende Astronautin Insa Thiele-Eich und der Satiriker Sebastian Hotz.

#### Tincon Hamburg @ Reeperbahn Festival
Die Tincon Hamburg @ Reeperbahn Festival fand am 24. September 2021 statt und war Bestandteil des Reeperbahn Festivals. Sie konnte sowohl live besucht als auch per Livestream auf YouTube verfolgt werden. Redner waren unter anderem die Leiterin der Infektiologie des Universitätsklinikums Hamburg-Eppendorf, Prof. Dr. Marylyn Addo, der Rapper Philip Mesterheide (PTK), der Skateboarder und Unternehmer Titus Dittmann und die Journalistin Helene Reiner von der News-WG.

### 2022

#### Tincon @ c/o pop 2022
Die Tincon @ c/o pop 2022 fand am 22. April 2022 im Rahmen der c/o pop Convention in Köln statt.

#### Tincon Berlin 2022
Die Tincon Berlin 2022 fand am 10. und 11. Juni 2022 in Berlin im Festsaal Kreuzberg statt.

#### Tincon Hamburg 2022
Die Tincon Hamburg 2023 fand am 23. September 2022  statt und war Bestandteil des Reeperbahn Festivals.

### 2023

#### Tincon @ c/o pop 2023
Die Tincon @ c/o pop 2023 fand am 28. April 2023 im Rahmen der c/o pop Convention in Köln statt.

#### Tincon Berlin 2023
Die Tincon Berlin 2023 fand am 7. und 8. Juni 2023 in Berlin im Festsaal Kreuzberg statt.

#### Tincon Hamburg 2023
Die Tincon Hamburg 2023 fand am 20. und 21. September 2023  statt und war Bestandteil des Reeperbahn Festivals.

### 2024

#### Tincon Berlin 2024
Die Tincon Berlin 2024 fand vom 27. bis zum 29. Mai 2024 in der STATION Berlin statt.

#### Tincon Hamburg 2024
Die Tincon Hamburg 2024 fand am 18. und 19. September 2024 im Heiligengeistfeld statt.

## Kritik
Der Journalist Levin Kubeth bescheinigte der Tincon in einem Meedia-Artikel Verbesserungspotential, was die Sponsoring-Transparenz angeht. Bei der Tincon Berlin 2018 habe es eine von einem der Sponsoren veranstaltete Session gegeben, die nicht als solche gekennzeichnet gewesen sei. Außerdem hätten die Veranstalter nicht reagiert, als die Open Stage mehrfach anstatt für Kurzvorträge für augenscheinliche Eigenwerbung genutzt worden sei. Häusler widersprach dem: „Wenn jemand an der Uni ist oder war und das so gut findet und dann fünf Minuten darüber erzählt, empfinde ich das als in Ordnung.“ Im selben Artikel beschrieb Kubeth die Besucher als „so etwas wie die digitale Jugendelite“. Die Besucher seien überwiegend „junge Menschen, die sich schon für konkrete Themen interessieren, sich regelmäßig mit ihnen auseinandersetzen, die etwas verändern wollen, bereit für den Austausch sind. Die Convention könnte aber ein Ort werden, an dem auch andere Zielgruppen zusammenkommen [...]“.

## Auszeichnungen und Nominierungen
- 2017: LW Award in der Kategorie Publikumsveranstaltung[47]
- 2018: Finalist des Roman Herzog Preises der Berliner Sparkasse[48]
- 2019: Grimme Online Award in der Kategorie SPEZIAL[49]
- 2020: Nominierung für den Smart Hero Award in der Kategorie Demokratisches Gestalten[50]